# تيمو بيرثيل

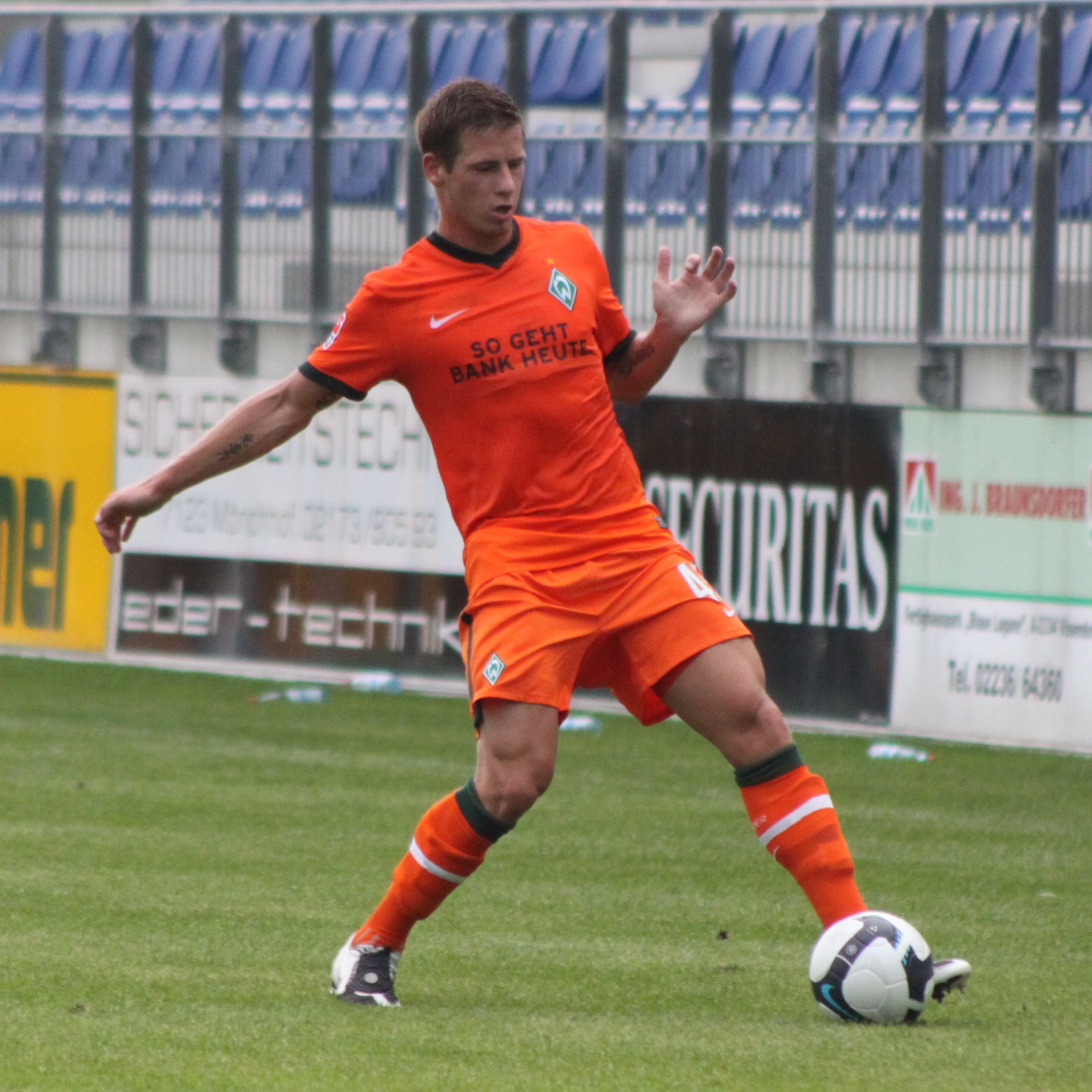

تيمو بيرثيل (بالألمانية: Timo Perthel)‏ (مواليد 11 فبراير 1989 في كايزرسلاوترن - ألمانيا الغربية) لاعب كرة قدم ألماني يلعب حاليا لصالح نادي الدرجة الأولى فيردر بريمين الألماني منذ 1999 في مركز الوسط المحوري .

## روابط خارجية
- تيمو بيرثيل على موقع قاعدة بيانات كرة القدم.إي يو (الإنجليزية)
- تيمو بيرثيل على موقع بيانات كرة القدم. دي إي (الألمانية)
- تيمو بيرثيل على موقع Soccerway.com (الإنجليزية)
- تيمو بيرثيل على موقع عالم كرة القدم.نت (الإنجليزية)
- تيمو بيرثيل على موقع AS.com (الإسبانية)